# Luis Benito Ramos
Luis Benito Ramos (31. prosince 1899 Guasca – 28. března 1955 Medellín) byl kolumbijský fotograf současník skupiny fotožurnalistů, která zahrnovala postavy jako Ignacio Gaitán, Sady González, Carlos Caicedo Zambrano a Leo Matiz.

## Umělecká kariéra
Ramos byl milovníkem krásy a umění. Jemu a Adolfu Samperovi kolumbijská vláda udělila stipendium ke studiu na Škole výtvarných umění v Paříži v letech 1928 až 1934. Právě tam se seznámil s fotografickou tvorbou Henriho Cartier-Bressona a dalších fotografů, kteří začali definovat jeho vlastní styl a vkus.
Po návratu do Kolumbie malbu částečně opustil, aby se mohl věnovat fotografii. Deset let věnoval velkou část svého času tomu, aby malování opustil jako druhořadého koníčka. Již v Kolumbii překvapil ostatní fotografy, kteří stále používali větší a těžší vybavení, svým fotoaparátem Rolleicord, který si koupil a naučil se používat v Evropě, což mu umožnilo větší svobodu a všestrannost pro fotografickou kompozici. Později použil kameru Rolleiflex.

## Jeho práce
Dne 22. srpna 1938 zahájil Luis Ramos výstavu v Městském divadle v Bogotě, která se konala v rámci čtvrtého stého výročí města, nazvanou 50 aspectos fotográficos de Colombia (50 fotografických aspektů Kolumbie). Jeho tvorba byla v souladu s nacionalistickým kulturním cítěním té doby, v době, kdy regionalismus byl dominantní linií umělecké produkce. Současní kritici zaznamenali vysokou kvalitu jeho snímků, která jej dnes umožňuje označit za jednoho z nejvýznamnějších moderních fotografů působících v Latinské Americe 20. století.
Jeho dílo představuje život a dílo rolníka a dělníka. Cestoval po městech a městských čtvrtích a dovedně zachycoval bídu, bolest, hlad, muka, oddanost, krásu a duši lidí, situací a míst. Navíc kombinoval morální vizi s geometrickou formou, která charakterizovala tvorbu fotografů, jako byl Henri Cartier-Bresson, v níž se pokoušel zachytit instante de verdad del país (okamžik pravdy země).
Mezi lety 1934 a 1939 psal Ramos kroniku o obyčejném člověku kolumbijského lidu, zejména ve venkovských oblastech, která byla široce publikována v ilustrovaných týdenících s širokým celostátním oběhem. V roce 1937 německý časopis Gebrauchsgraphik publikoval velkou část jeho prací.
Ramos byl také přispěvatelem do časopisu Pan, který propagoval fotografické soutěže.
Mezi dubnem a červnem 1987 se v Knihovně Luise Ángela Aranga konala retrospektivní výstava autorova díla. Jeho dílo je distribuováno mezi Banco de la República Art Collection a soukromými sbírkami.